# Elias Hrawi
Elias Hrawi (en árabe, الياس الهراوي ) (nacido el 4 de septiembre de 1925, fallecido el 7 de julio de 2006) fue un político libanés, presidente de su país entre 1989 y 1998.
| Predecesor: René Moawad | Presidente de Líbano 1989 a 1998 | Sucesor: Émile Lahoud |